# Renaud Honoré
Pour les articles homonymes, voir Honoré.
Renaud Honoré est un journaliste français actif depuis 2003. Il est lauréat de deux prix et co-auteur d'un livre.

## Biographie

### Formation
Renaud Honoré est diplômé d'un master en économie et gestion de l'université Paris Dauphine et d'un master à Sciences Po (2000-2002). Enfin, il obtient un master du Centre de formation des journalistes (2002-2004).

### Carrière
Renaud Honoré a été pigiste pour l'AFP ainsi que pour le supplément économique du Monde en 2003 et 2004. Employé par Les Échos en tant que journaliste en 2004, il devient en 2008 un spécialiste des questions de transport terrestre. À partir de septembre 2011, il est correspondant à Bruxelles.

## Récompenses
- Lauréat 2014 du Prix Érik Izraelewicz dans la catégorie « Prix professionnel » pour son enquête « La traque des castels pour la Commission européenne » parue le 19 juin 2013[3]
- Lauréat 2013 du Prix Louise-Weiss dans la catégorie « décryptage » pour son article Le roman noir des Cartels[4]

## Publication
- Catherine Chatignoux et Renaud Honoré, L'Europe au banc des accusés, Paris, Plon, 2014, 197 p. (ISBN 978-2-259-22330-0)[5]